# Gloiopotes watsoni
Gloiopotes watsoni is een eenoogkreeftjessoort uit de familie van de Caligidae. De wetenschappelijke naam van de soort is voor het eerst geldig gepubliceerd in 1934 door Kirtisinghe.